# Jeff Barnhart
Jeff Barnhart (* um 1970 im Bundesstaat Connecticut) ist ein US-amerikanischer Ragtime- und Jazzpianist (auch Gesang) des Traditional und Mainstream Jazz.

## Leben und Wirken
Barnhart begann seine Karriere als Musiker im Alter von 14 Jahren, als er vier Nächte in der Woche in einem Restaurant in seinem Heimatstaat Connecticut spielte. Hier lernte er das klassische Swing-, Jazz- und Ragtime-Repertoire des frühen 20. Jahrhunderts. Er erwarb den Bachelor in Musik und English und den Master in Pädagogik. In den 1990er-Jahren spielte er in Connecticut in der Hot Cat Jazz Band, mit der drei Alben entstanden. Ab 2000 trat er ständig als Solist und Bandpianist auf Partys, Festivals, Clubs und Kreuzfahrtschiffen auf. Darüber hinaus leitete er zwei Bands in Großbritannien: die Fryer-Barnhart International Jazz Band, die sich auf die Hot Music der 1920er-Jahre konzentriert, und Jeff Barnharts British Band, die in kleinen Gruppen den Swing der 30er-Jahre spielt.
In späteren Jahren legte er mehrere Alben vor, trat als Solist auf und leitete eigene Formationen, wie Jeff Barnhart and His Hot Rhythm (u. a. mit Dan Levinson und Vince Giordano). Mit John Allred und Danny Coots nahm er The ABC’s of Jazz (Arbors, 2008) auf, mit Versionen von Jazzstandards wie „Just One of Those Things“, „In the Still of the Night“ und „Jitterbug Waltz“. U. a. spielte er mit Ralph Sutton, Neville Dickie, Louis Mazetier, John Sheridan, Brian Holland und Carl Sonny Leyland. Neben seinem eigenen Label Jazz Alive Records nahm er für die Labels GHB, Summit-World Jazz Records, Music Minus One, Lake Records und P.E.K. auf, bei Arbors mit Bob Wilber und Bucky Pizzarelli. Im Bereich des Jazz war er laut Tom Lord zwischen 1992 und 2015 an 102 Aufnahmesessions beteiligt.

## Diskographische Hinweise
- Jeff Barnhart and John Sheridan: Around the World with Jeff Barnhart and John Sheridan (Summit World Jazz, 2003)
- Jeff Barnhart, Bob Draga, Danny Coots: We Three (Jazz Alive Records, 2005)
- Jeff Barnhart & Louis Mazetier: Twin Pianos Vol. 2 (OCCJF, 2005)